# Vernon Shaw
Vernon Lorden Shaw (Roseau, 13 maggio 1930 – Roseau, 2 dicembre 2013) è stato un politico dominicense, Presidente della Dominica dal 6 ottobre 1998 al 1º ottobre 2003.

## Biografia
Nato a Roseau, frequentò la Dominica Grammar School e il Trinity College di Oxford.
Tra il 1967 e il 1971 gli fu assegnato il ministero dell'educazione e della salute, e successivamente quello degli affari esteri. Nel 1977 fu nominato segretario di gabinetto, incarico che ricoprì fino a giugno del 1990; in questo periodo fu anche ambasciatore itinerante presso le Nazioni Unite, l'Organizzazione degli Stati Americani, e in Regno Unito. Dal 1991 al 1993 fu tutor presso l'Università delle Indie occidentali, dopodiché divenne presidente della Dominica Broadcasting Corporation, l'emittente pubblica della nazione caraibica.
Nel 1998 fu eletto Presidente della Dominica, su nomina del Partito Unito dei Lavoratori, per 18 voti a 13. Scaduto il suo mandato quinquennale, gli succedette Nicholas Liverpool.
Morì il 2 dicembre 2013, all'età di 83 anni.

## Vita privata
Di fede metodista, Shaw era un massone. Era sposato con Eudora Shaw (nata Massicott), con cui ebbe quattro figli.